# Oberdreis
Oberdreis település Németországban, Rajna-vidék-Pfalz tartományban. Lakosainak száma 894 fő (2023. december 31.).

## Népesség
A település népességének változása:
| Lakosok száma | 734  | 841  | 852  | 864  | 891  | 894  |
|               | 1975 | 2017 | 2019 | 2021 | 2022 | 2023 |